# وريد فرجي غائر
الأوردة الفرجية الغائرة أو الأوردة الفرجية الباطنة (بالإنجليزية: internal pudendal veins)‏ هي أوردة مرافقة للشريان الفرجي الغائر، وتبدأ هذه الأوردة بأوردة القضيب العميقة، والتي تنتج من الجسم الكهفي للقضيب، وترافق الشريان الفرجي الغائر، ثم تتحد هذه الأوردة مع بعضها لتشكل وريدًا واحدًا، والذي ينتهي بالوريد الخثلي.
تقوم الأوردة الفرجية الغائرة باستقبال أوردة من بصيلة الإحليل، والأوردة العجانية، والأوردة المستقيمية السفلية. يتصل الوريد الظهراني العميق للقضيب مع الأوردة الفرجية الغائرة، لكنه ينتهي بشكل رئيسي بالضفيرة الوريدية الفرجية.

## وصلات خارجية
- صور تشريحية:13:06-0103 في مركز داونستيت الطبي التابع لجامعة نيويورك - "المنطقة الألوية: العصب الفرجي والأوعية الدموية الفرجية"
- صور تشريحية:41:07-0105 في مركز داونستيت الطبي التابع لجامعة نيويورك - "العجان عند الأنثى: الرباط العجزي الحدبي والرباط العجزي الشوكي"
- Internal+pudendal+vein في قاموس إي ميديسين